# Drávafok
Drávafok é um município da Hungria, situado no condado de Baranya. Tem 23,9 km² de área e sua população em 2019 foi estimada em 491 habitantes.